# Будников Петро Петрович
Будников Петро Петрович  (21 жовтня 1885, Смоленськ, Російська імперія — 16 грудня 1968, Москва, РРФСР) — російський радянський хімік, спеціаліст в галузі неорганічної хімії та хімічної технології, доктор технічних наук, професор, член-кореспондент АН СРСР, академік АН УРСР та Польської академії наук, Герой Соціалістичної праці (1965), лауреат трьох Сталінських премій (1942, 1950, 1952), Заслужений діяч науки і техніки УРСР.

## Наукова діяльність
Основні роботи пов'язані з синтезом силікатів. Створив нові види вогнетривких, ізоляційних матеріалів, будівельної та спеціальної  кераміки. Розробив технології вакуумування глини, гідротермального синтезу цементів, одержання вспученого перліту. Займався створенням виробів високої вогнетривкості з чистих оксидів алюмінію, магнію, берилію, кальцію, ниткоподібними кристалами цих оксидів.
У 1913 рік написав підручник «Курс общей химии», у 1915 рік спільно з професором Шиманським С. Г. посібник «Качественный анализ».
Наукова робота у Харкові, Москві присвячена вивченню фізико-хімічних властивостей та перетворенню природних та штучних силікатів термодинаміки, кінетики, механізму реакцій у твердій та рідкий фазі при підвищених температурах, залежність властивостей синтетичних силікатів від їх мікроструктури, ріст кристалів у вогнетривких матеріалах і оксидах. Проводив дослідження умов синтезу в'яжучих речовин з високою гідравлічною активністю, процесів спікання силікатних матеріалів. Вивчав процеси при корозії вогнетривких та хімічно стійких матеріалів, зокрема бетонів